# Хименес, Исраэль
Исраэль Сабди Хименес Наньес (исп. Israel Sabdi Jiménez Nañez; 13 августа 1989, Монтеррей) — мексиканский футболист, защитник клуба «Масатлан» и сборной Мексики.

## Клубная карьера
Исраэль Хименес выступал за дубль «УАНЛ Тигрес» с 2006 года. 26 июля 2008 года дебютировал в чемпионате Мексики в составе главной команды «УАНЛ Тигрес», в матче первого тура Апертуры-2008. Этот матч остался для него единственным в том сезоне. С сезона 2010/11 при тренере Рикардо Ферретти стал регулярно играть в основе клуба.
В составе «УАНЛ Тигрес» стал чемпионом Мексики (Апертура 2011), победителем Суперлиги Северной Америки (2009).
Сезон 2019/20 провёл в «Хуаресе». С 2020 года выступает за ФК «Масатлан».

## Карьера в сборной
С 2011 года выступает за олимпийскую сборную Мексики (до 23 лет). На футбольном турнире Олимпиады-2012 в Лондоне принял участие в пяти матчах и завоевал золотую медаль.
25 января 2012 года Исраэль Хименес дебютировал в составе первой сборной Мексики в матче против Венесуэлы.

## Достижения
Мексика
- Олимпийские игры 2012

Командные
 УАНЛ Тигрес
- Чемпионат Мексики по футболу — Апертура 2015